# 双光子激发显微镜

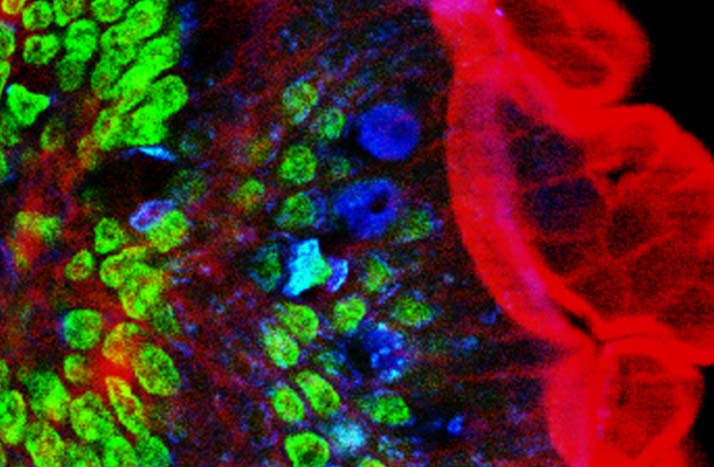
小鼠肠切片上的双光子激发显微镜图片。 红色：肌动蛋白。 绿色：细胞核。 蓝色：杯状细胞粘液。 通过钛-蓝宝石激光器在波长780 nm处激发获得。

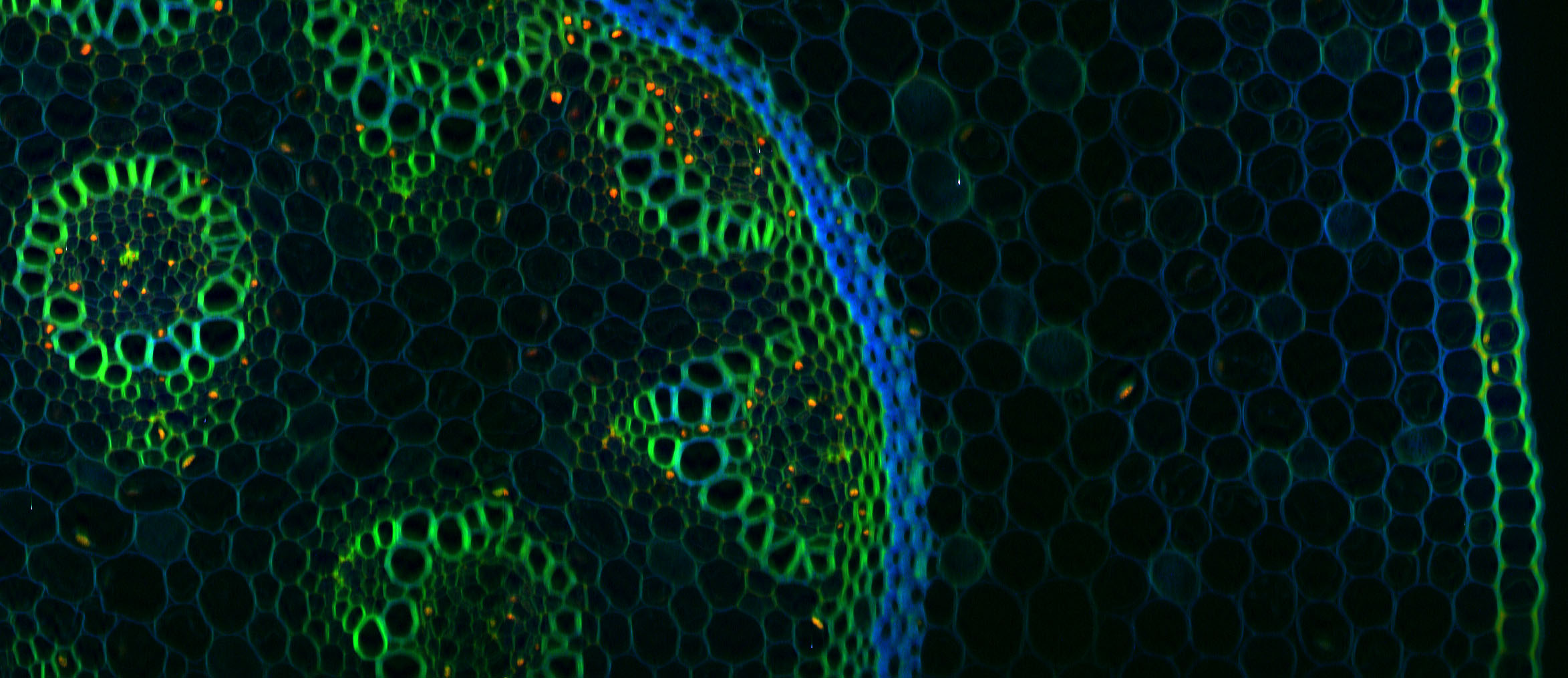
鈴蘭根茎横断面彩色的双光子图象。 激发在840nm处，记录并叠加三个颜色通道。

双光子激发显微镜（英語：Two-photon excitation microscopy）是一种荧光成像技术，可以对活体组织进行深度约1毫米的成像。 它不同于传统的荧光显微镜，其中激发波长短于发射波长，因为两个激发光子的波长长于所得发射光的波长。 双光子激发显微术通常使用近红外激发光，其也可以激发荧光染料。 然而，对于每次激发，两个光子的红外光被吸收。 使用红外线可最大限度地减少组织中的散射。 由于多光子吸收，背景信号被强烈抑制。 这两种效果都会导致这些显微镜的穿透深度增加。 由于其更深的组织穿透，有效的光检测和减少的光漂白，双光子激发可以是共聚焦显微镜的优越替代品。
借助于强聚焦激光束，产生非线性光学效应，其基于同时到达一个分子中的若干光子（光粒子）的相互作用。 因此，所产生的信号的强度不会随着照射光子的数量而线性增加，而是与平方率（对于双光子效应）或立方率（对于三光子效应）一致。
多光子显微镜的操作类似于共聚焦激光扫描显微镜的操作。 然而，虽然共聚焦激光扫描显微具有50-80 μm的穿透深度，取决于制剂，可以与多光子显微镜一起使用更深的区域，例如，200 μm，在非常有利的情况下甚至可达到1000 μm（= 1 mm）。 活体组织的这一图像可能是用其它方法无法成像。

## 概念

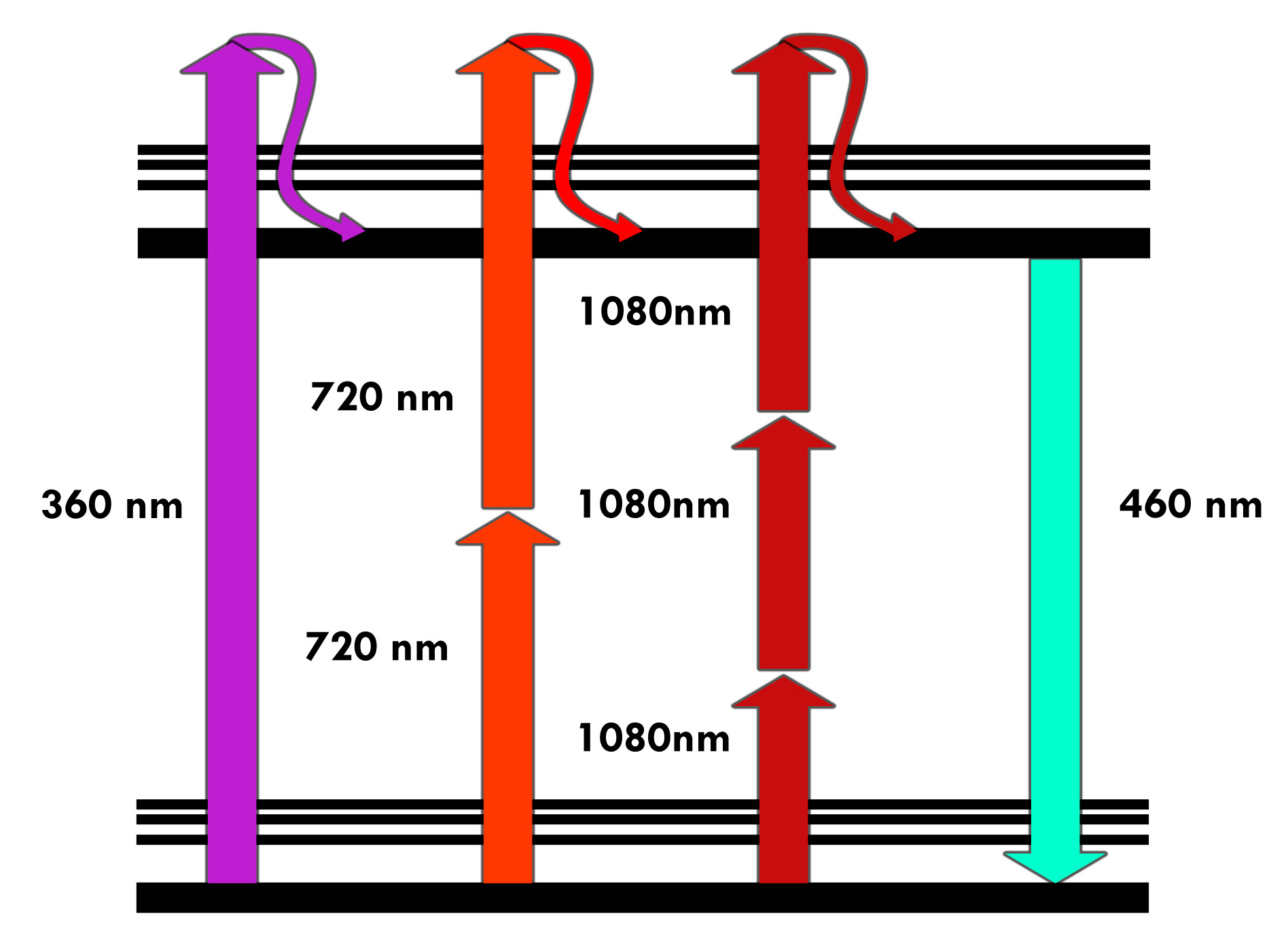
荧光激发的示意图：激发波长为360nm，发射波长为460nm的荧光染料在单光子（紫色），双光子（淡红色），三光子（深红色）模式下所需要的入射波长

双光子激发采用双光子吸收，这一概念首先由玛丽亚·格佩特-梅耶（1906-1972年）在1931年的博士论文中描述，并且首次在1961年被Wolfgang凯撒（Wolfgang Kaiser (physicist)）使用激光激发在CaF2：Eu2 +晶体中观察到。 艾萨克·阿贝拉（Isaac Abella）于1962年在铯蒸气中表明，双光子激发单个原子是可能的。
双光子激发荧光显微镜与共聚焦激光扫描显微镜具有相似性。

## 开发

双光子显微镜图

双光子显微镜由温弗里德·登克(Winfried Denk)和James Strickler于1990年在康奈尔大学的瓦·韦伯(Watt W. Webb)实验室开创并获得专利。他们将双光子吸收的概念与使用激光扫描仪相结合。在双光子激发显微镜中，红外激光束通过物镜聚焦。 通常使用的钛-蓝宝石激发激光具有大约100飞秒的脉冲宽度和大约80MHz的重复率，允许两个光子吸收所需的高光子密度和通量，并且可以在宽波长范围内调节。 具有325fs脉冲的锁模的Yb掺杂光纤激光器也已用于胶原成像，证明胶原蛋白的穿透深度超过320μm，这相当于当耦合到传统钛-蓝宝石激发激光时可实现的250-300 μm的深度 。

## 参阅
- 非线性光学